# Густав Јегер (сликар)
Густав Јегер (Лајпциг 12. јул 1808 – Лајпциг, 19. април 1871) био је немачки сликар. Био је представник назаренског правца, познат по фрескама и делима с библијским мотивима.

## Биографија
Уметничко образовање започео је на Академији уметности у Лајпцигу, где је учио код Вејта Ханса Шнор фон Каролсфелда, а кратко потом наставио школовање и на Академији у Дрездену. Године 1830. прешао је у Минхен, где је радио у атељеу Јулијуса Шнора фон Каролсфелда. Под његовим утицајем усвојио је стил назарена и сликао композиције с библијском тематиком.
Године 1836. отпутовао је у Рим, где је насликао дело Валам и анђео. У периоду 1836/37. боравио је у Риму, а 1837. и у Напуљу. Његова дела привукла су пажњу племства; поједине слике откупили су војвода од Вајмара и краљ Саксоније. Те исте године позван је у Минхен, где је поново сарађивао са Шнором фон Каролсфелдом на реализацији фресака у краљевској палати Кенигсбау. Посебно је радио на осликавању Хабсбуршке сале, Барбаросине сале и мањих сцена у Сали Карла Великог.
По повратку стварању у техници уља на платну, израдио је слику Погребење Христово, која је 1845. била изложена у Минхену, а потом смештена у Музеј у Лајпцигу. Године 1847. постављен је за директора Академије уметности у Лајпцигу, али је и даље био активан у Минхену, где је 1850. довршио једну од главних фресака у четвртој Нибелуншкој сали, започету од стране Шнора. Крајем 1830-их добио је наруџбину од издавача Ј. Г. Коте за илустровање луксузног издања Библије, које је објављено 1850. године.
У палати у Вајмару 1848. завршио је осликавање Хердерове собе, с темама из поезије Јохана Готфрида Хердера. Његове зидне слике налазе се и у црквама у Шенефелду и Клајн-Пецшауу код Лајпцига, као и у аули Теихмановог образовног завода.
Осим фресака, Јегер је стварао и штафелајне слике, попут Марија Магдалена код Христових ногу и других. Његов опус није обиман, али се одликује дубоком религиозном осећајношћу и префињеном израдом. Посебно се истакао као фрескописац, док је у уљаном сликарству мање дела оставио. За цркву у Ридигсдорфу (општина Крен-Залис) израдио је олтарску слику Христос као Кнез мира у техници сликања на стаклу.
Био је и даровит портретиста, иако се ретко бавио портретима. Његов портрет из 1837. године урадио је цртач Јохан Карл Кох у Риму.
Године 1851. оженио се Аном Кристијаном, рођеном Лешке (1827–1875). Њихов син, Јоханес Јегер, био је свештеник у месту Кибиц код Ошатца, а његов син, унук Густава Јегера — Густав Јоханес, познат као Ханс Јегер — такође је био сликар и графичар.
Густав Јегер преминуо је 19. априла 1871. у родном Лајпцигу. Са супругом је сахрањен у породичној гробници број 79 у III одељењу Новог Јоханисовог гробља.